# Alessandro Piu
Alessandro Piu (* 30. Juli 1996 in Udine) ist ein italienischer Fußballspieler auf der Stürmerposition.

## Karriere
Piu beendete 2015 seine Junioren-Zeit in der Jugendabteilung des FC Empoli. Bereits in der Rückrunde der Saison 2014/15 stand Piu einige Male im Kader der Azzurri, kam jedoch nicht zum Einsatz. Seit Beginn der Spielzeit 2015/16 gehört er zum Stammkader Empolis. Seinen ersten Einsatz in der Serie A verzeichnete Piu am 24. September 2015 bei der 0:1-Niederlage gegen Atalanta Bergamo.
Nach einer einjährigen Leihe bei Spezia Calcio während der Saison 2016/17 kehrte er zum FC Empoli zurück.
Piu läuft seit 2012 für verschiedene Juniorennationalmannschaften Italiens auf.